# Tuya (vulcano)

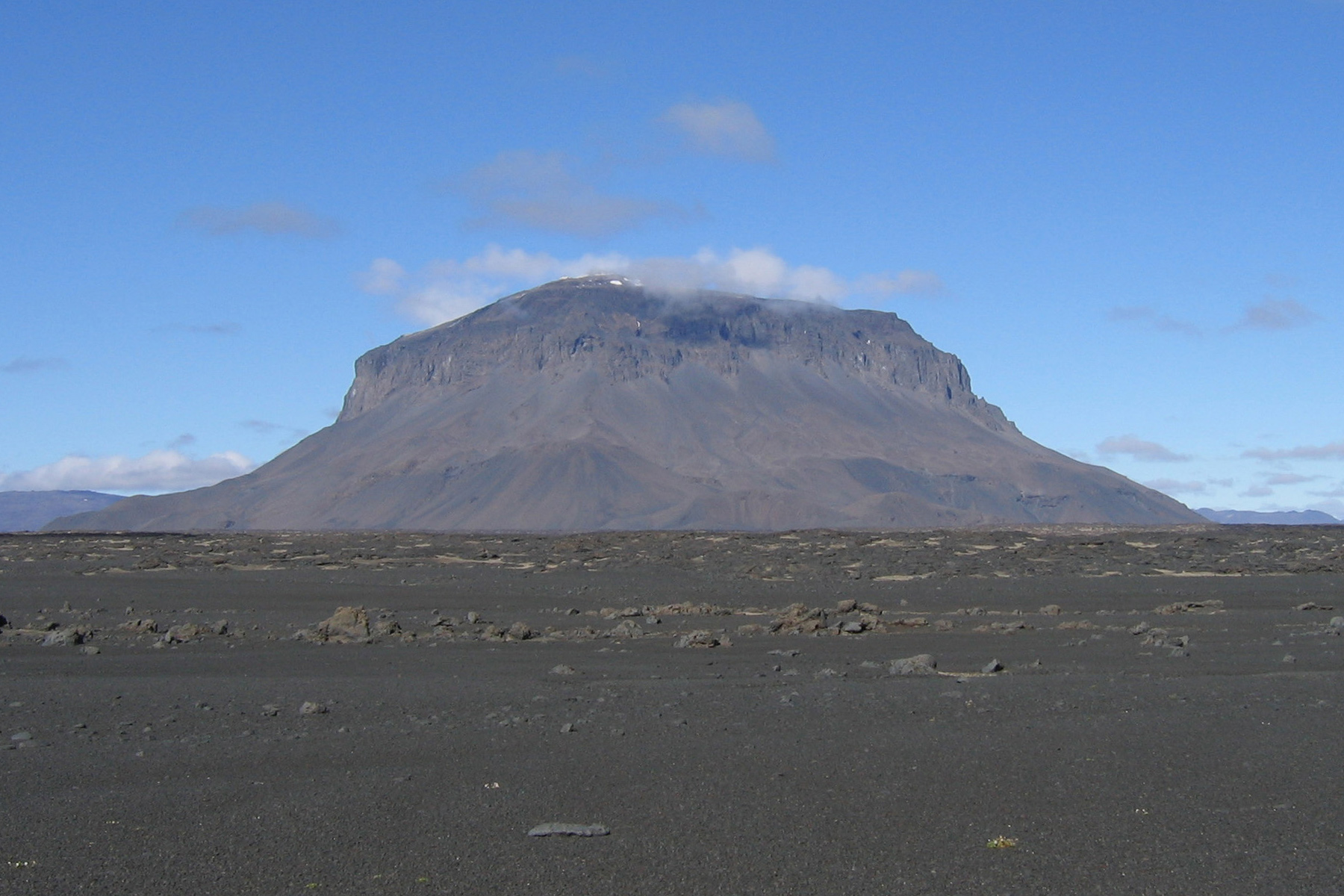
Herðubreið, Islanda

Un tuya è un tipo particolare di vulcano a cima pianeggiante, con versanti a pendenza molto elevata, che si formano quando il magma erutta attraverso uno spesso ghiacciaio o un inlandsis. Sono piuttosto rari a livello globale, essendo confinati alle regioni ricoperte da ghiacciai e con vulcanismo attivo nel corso dello stesso periodo.
La lava che erutta al di sotto di un ghiacciaio, si raffredda molto rapidamente in loco, accumulandosi sotto forma di un monte con fianchi ripidi.
Se l'eruzione è sufficientemente prolungata, la lava può fondere completamente lo strato di ghiaccio oppure può emergere al di sopra del ghiacciaio, creando flussi lavici che formano una cappa appiattita terminale. Lo studio e la datazione della lava delle tuya è utile per la ricostruzione dell'estensione e degli spessori del ghiacciaio al momento dell'eruzione.

## Formazione
Le tuya sono un tipo di vulcano subglaciale formato da letti di lava basaltica quasi orizzontali sormontanti letti di lava con immersione verso l'esterno, costituiti da roccia vulcanica frammentata, che spesso emergono isolati dai campi di lava circostanti. Si possono trovare esempi di tuya in Islanda, Columbia Britannica, nella regione del Santiam Pass in Oregon, nella Penisola Antartica al di sotto del Inlandsis Ovest-Antartico in Antartide. Le tuya in Islanda qualche volta sono dette "montagne tabulari" (table mountains) a causa della cima pianeggiante. 
Dato che il magma fuoriesce al di sotto di uno strato di ghiaccio e acqua, i vulcani delle tuya hanno eruzioni di tipo freatomagmatico che creano strati di breccia vulcanica e ialoclastite al di sopra di lave a cuscino. Se il vulcano emerge al di sopra del ghiacciaio si viene a formare un altopiano di lava deposto in un ambiente di tipo subaereo.

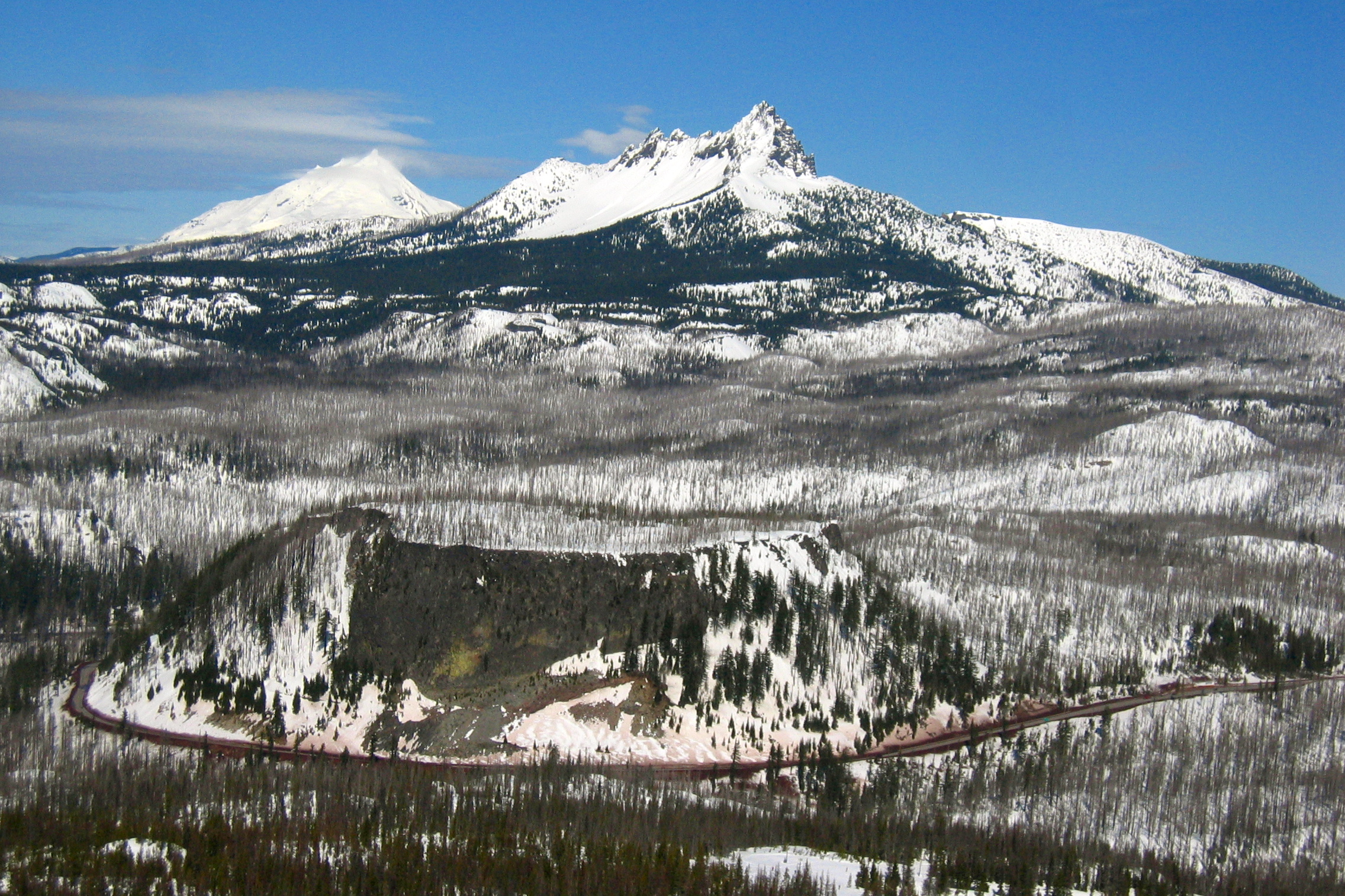
Hogg Rock (in primo piano), Oregon, Stati Uniti

## Origine della parola
Il nome deriva dal Tuya Butte, uno dei molti tuya situati nella zona del Tuya River e Tuya Range nell'estremo nord della Columbia Britannica (Canada).  
Mentre era ancora all'università nel 1947, il geologo canadese Bill Mathews pubblicò un documento intitolato "Tuyas, vulcani dalla cima piatta nella Columbia Britannica settentrionale" , in cui coniava il termine "tuya" per riferirsi proprio a queste caratteristiche formazioni vulcaniche. Il Tuya Butte è un prototipo quasi ideale, il primo analizzato nella letteratura geologica, e questo nome è diventato standard in tutto il mondo tra i vulcanologi. È stato istituito il Tuya Mountains Provincial Park per proteggere questo insolito paesaggio, a nord del Lago Tuya e a sud del Jennings River vicino al confine con il Territorio dello Yukon. Nello stesso periodo in cui Matthews pubblicava la sua ricerca, in Islanda, il geologo islandese Guðmundur Kjartansson distingueva tra creste "móberg" e tuya, avanzando l'ipotesi che si fossero formati durante le eruzioni subglaciali e intraglaciali.
Il termine tuya forse deriva da una parola tahltan.
Una mesa vulcanica vicino a Santa Fe (Nuovo Messico), nota come Mesa Nera (in lingua inglese Black Mesa) e somigliante a un tuya, è conosciuta a Tewa come Tu-yo .

## Esempi

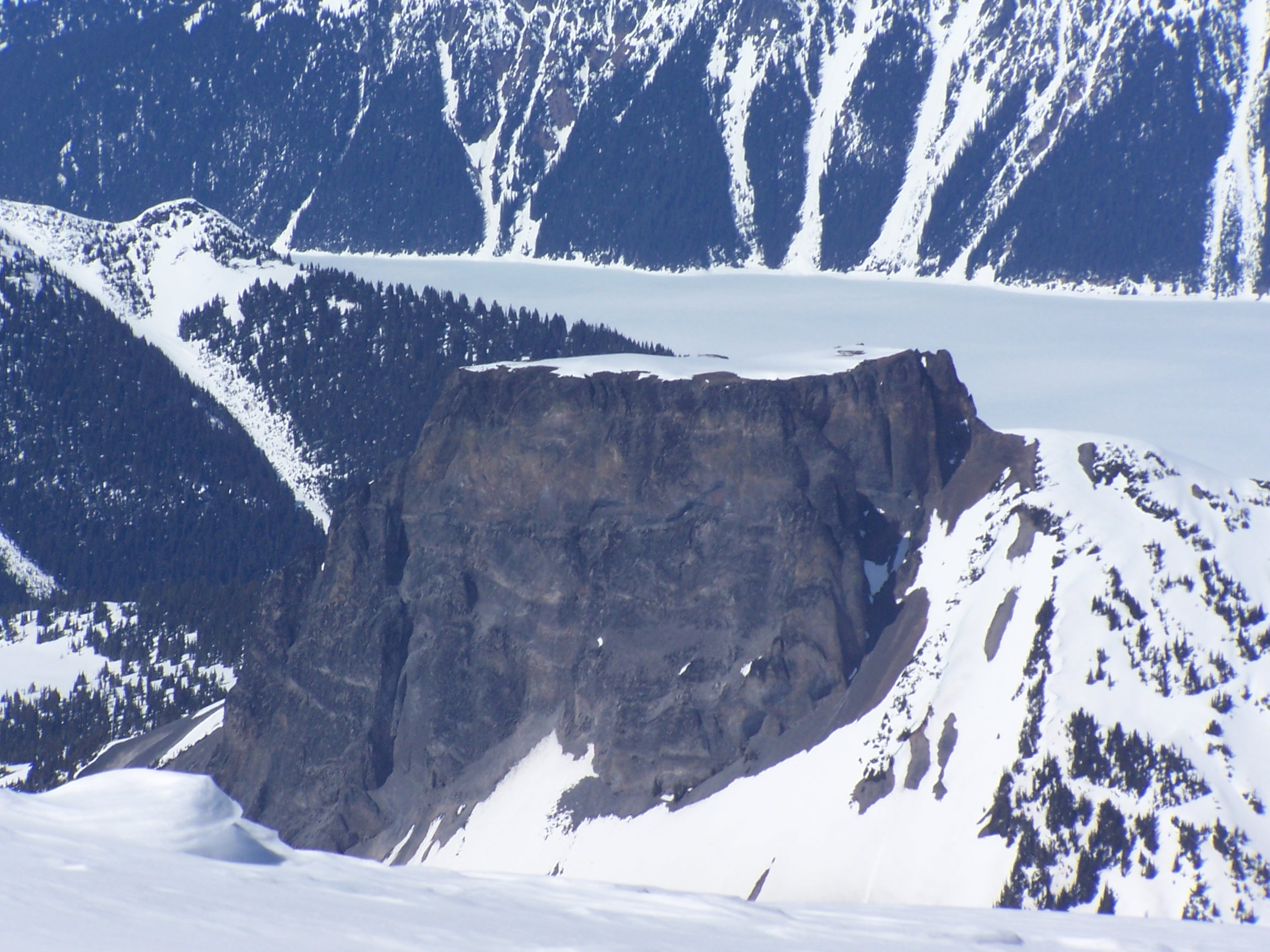
The Table, Columbia Britannica, Canada

| Antartide - Brown Bluff |  | Canada: - Tuya Butte - Tuya Volcanic Field - The Table |  | Stati Uniti: - Hayrick Butte - Hogg Rock |  | Islanda: - Eiríksjökull - Herðubreið - Hlöðufell |